# Mega Man 10
Mega Man 10, в Японии известная как Rockman 10: Uchū kara no Kyōi!! (яп. ロックマン10 宇宙からの脅威!! Роккуман 10 Уту: кара но Кё:й!!, рус. Rockman 10: Угроза из космоса!!) — десятая часть классической серии Mega Man (не считая Mega Man & Bass). Как и её предшественница, Mega Man 9, она доступна для загрузки и выполнена в 8-битной стилистке первых шести классических игр для FamiСom/NES. 9 декабря 2009 года Nintendo Power подтвердило выход игры и указало, что выход игры запланирован на 2010 год для платформы WiiWare. Однако в середине декабря 2009 года новостное агентство Kotaku со ссылкой на японский журнал Famitsu объявило, что игра также выйдет на PlayStation 3 и Xbox 360, а также её можно будет скачать в сетевых сервисах PlayStation Network и Xbox Live.

## Сюжет
Mega Man 10 происходит во время 21-го века, где продолжаются приключения Мегамена. Болезнь, известная как "Робоэнца", вдруг начинает заражать роботов по всему миру, вызывая сбои в работе и препятствуя человеческой жизни. Сестра Мегамена - Ролл - становится одной из жертв этого заболевания. Спустя месяц, многие из инфицированных роботов сходят с ума и пытаются захватить власть над миром. Доктор Вайли добирается до Мегамена и доктора Лайта, утверждая, что он построит машину и сделает лекарство, чтобы вылечить болезнь перед одним из инфицированных роботов. Мегамен решает помочь восстановить машину и вскоре сталкивается с братом Протоменом, который быстро к нему присоединяется. Между тем, соперник Мегамена - Басс, самостоятельно оспоривший новых роботов. Мегамен на полпути заканчивает своё путешествие, когда доктор Вайли завершает прототипное противоядие, которое дает Ролл.
Представлены 8 роботов-боссов: Sheep Man, Commando Man, Blade Man, Strike Man, Solar Man, Chill Man, Nitro Man и Pump Man, которых нужно победить. После победы над всеми 8 роботами-боссами, Мегамен сам заражается Робоэнцой. Ситуация ухудшается, как только доктор Вайли выступает по телевидению и говорит, что  создал вирус, как только было разработано лекарство, чтобы он мог подкупить всех зараженных роботов для дальнейшей работы на него. Ролл дает Мегамену лекарство, сказав, что она спасла его при условии, что "робот серьезно болен". Мегамен неохотно принимает дозу от Ролл так, чтобы он смог пойти ради победы над доктором Вайли и вернуть достаточное количество медикаментов для всех остальных роботов. Во время рейда по замку доктора Вайли, Протомен спускается с Робоэнцой, только, чтобы спастись от Мегамена, который приобрел дополнительный образец лечения. Аналогичный инцидент происходит с Бассом, с той разницей, что его роботизированный волк Требл обеспечивает его лечением. После преследования доктора Вайли, из его новой крепости, но уже в космическом пространстве, Мегамен должен одержать победу, чтобы остановить его раз и на всегда. Когда доктор Вайли терпит поражение, выясняется что он тяжело заболел и был доставлен в больницу, но убегает оттуда спустя несколько дней. Возможно из-за того, что доктор Вайли оставил им необходимое количество лекарств для восстановления зараженных роботов.

## Игровой процесс
В Mega Man 10 три доступных игровых персонажа: Mega Man, Proto Man и Bass. Кроме них было заявлено о наличии восьми различных боссов. В Nintendo Power был описан первый Robot Master — Sheep Man, победа над которым дает оружие Thunder Wool. В игре присутствует режим облегченного прохождения (англ. Easy Mode).

## Отзывы
| Сводный рейтинг | Сводный рейтинг | Сводный рейтинг | Сводный рейтинг |
| Издание         | Оценка          | Оценка          | Оценка          |
| Издание         | PS3             | Wii             | Xbox 360        |
| --------------- | --------------- | --------------- | --------------- |
| GameRankings    | 79,90 %         | 83,06 %         | 80,37 %         |